# Alpenzoo Innsbruck
Alpenzoo Innsbruck är en djurpark i staden Innsbruck, huvudstad i den österrikiska delstaten Tyrol. Det är den högst belägna djurparkerna i Europa, belägen på 750 meters höjd i stadsdelen Hungerburg.
Djurparken grundades 1962 av zoologen professor Hans Psenner (1912 - 1995) i en tidigare mindre djurpark vid slottet Weiherburg. Ferdinand II, tysk-romersk kejsare 1619-1637, lät grunda ett kejserligt menageri vid slottet år 1591 och den nutida djurparken har delar som återanknyter till menageriet från renässanstiden.
Hans Psenner blev djurparkens första direktör, och avlöstes av Doktor Helmut Pechlaner (direktör 1979 - 1991) som genom sitt ambitiösa arbete gav djurparken ett enormt uppsving. (Pechlaner blev sedan direkör i världens äldsta djurpark Tiergarten Schönbrunn som också fick uppleva ett räddande uppsving under hans direktion, i ett läge där man i Wien nästan beslutat att stänga djurparken.
Alpenzoo har uppmärksammats tack vare sin reintroduktion av utrotningshotade djurarter som lammgam, stenbock och Eremitibis, till naturen.
Alpenzoo är European Endangered Species Programme koordinator av Eremitibis  , och den enda djurparken i världen som håller Murkrypare.